# Cartea cu Apolodor
Cartea cu Apolodor este una din cele mai cunoscute cărți de poezie pentru copii în limba română, scrisă de Gellu Naum și publicată pentru prima dată în 1959.

## Capitolele cărții
- Jelania lui Apolodor la Capul Nord
- Omul de pe Marte de Fergus Mac-Piggott
- Hotărârea Asociației Ku-Klux-Klan
- Sinucidere la Saint-Louis
- Imn de slavă pentru Apolodor, primul pinguin cosmonaut
- Telegramă prin radio 24 plus
- Scrisoarea unui critic literar către un prieten pinguin

## Personaje
- Apolodor - tenor în Corul Circului de Stat
- Pisoiul Tiț - coleg din cor
- Ariciul -  coleg din cor
- Ursul - coleg din cor
- Iepurele Buză-Lată - coleg din cor
- Cămila Suzi - a doua mamă a lui Apolodor, cea care l-a învățat pe Apolodor prima gamă
- Maestrul Domilasolfa - dirijorul corului
- Mateloții de pe pescadorul „Meteor”
- Castorul Bursuk - cronicar
- Sora cămilei Suzi
- O maimuță
- Domnul Cimpanzeu - tatăl maimuței
- Doamna Cimpanzeu - mama maimuței
- Banditul Salliver Tom
- Tâlharul din Connecticut - Tatăl lui Salliver Tom
- Savantul Fergus Mac-Piggott
- Patruzeci de gură-cască
- Primarul Bigg din Saint-Louis
- Patruzeci de inși mascați
- Negrul Jim
- Negrul Jack
- Căpitanul Cyrus Smith
- Carlos Alfandor - un profesor din Uruguay
- Bunicul lui Apolodor, Apolodorin
- Mama lui Apolodor, Apolodorica
- Tatăl lui Apolodor, Apolodorel
- Unchiul lui Apolodor, Apolodorini

## Subiectul
„
La circ, în Târgul Moșilor,
Pe gheața unui răcitor,
Trăia voios și zâmbitor
Un piguin din Labrador
Cu nume falnic și sonor.
- Cum se numea? – Apolodor.
- Și ce făcea? – Cânta la cor.”
Apolodor este un pinguin care a plecat în căutarea fraților lui din Labrador. El trece printr-o mulțime de peripeții, integrându-se unor medii și spații geografice diferite, călătorind pe uscat, pe apă si prin aer. În final, după ce și-a regăsit neamurile, s-a hotărât să meargă înapoi la București, pentru ca îi era foarte dor de  prietenii lui de la circ.
Cea de-a doua parte a "Cărților cu Apolodor" ni-l prezintă pe erou în compania a doi prieteni nedespărțiți și fideli: cangurul Ilie și leul Amedeu, în diferite ipostaze și împrejurări: la carnaval, la schi, la plajă etc. Aproape toate întâmplările sunt povestite cu haz și constituie un minunat prilej pentru poet de a ilustra anumite învățăminte sau norme de conduită.
Un prim cadru plasează acțiunea "la circ, în târgul Moșilor", unde "Pe gheața unui răcitor,/ Trăia voios și zâmbitor/Un pinguin din Labrador.", ca apoi să aflăm numele și ocupația eroului: "-- Cum se numea? -- Apolodor./ -- Și ce făcea? -- Cânta la cor./ [...] (Era tenor.)". Un scurt portret completează descrierea personajului: "Grăsuț, curat, atrăgător/ în fracul lui strălucitor." și-l încadrează, prin personificare, universului uman.
Deși la circ era fericit-- "trăia voios și zâmbitor" -- pinguinul, dezrădăcinat din mediul său și departe de ai săi, trăiește intens dorul de a-și revedea frații din Labrador, exprimându-și sfâșietor și impresionant această dorință: "Sunt foarte trist! [...]/ Mi-e dor, mi-e dor/ De frații mei din Labrador.../ O, de-aș putea un ceas măcar/ Să stau cu ei pe un ghețar...A>>/Apoi a plâns Apolodor..."
După multe peripeții, după o călătorie lungă, obositoare și aventuroasă, Apolodor ajunge la pol, și după ce își revede neamurile, se înapoiază la București, de data aceasta sfâșiat de dorul prietenilor de la circ.
El își face însă alți prieteni -- cangurul Ilie și leul Amedeu -- împreună cu care trăiește întâmplări, descoperă alte aspecte  și sensuri ale lumii înconjurătoare. Ultima parte a fragmentului ni-i înfățișează pe plajă. Nemaisuportând căldura, Apolodor se aruncă în mare și înoată în adâncurile ei "printre scoicile tăcute,/ Printre navele pierdute/ Care dorm acolo, jos,/ necate printre stânci,/ Pe sub apele adânci".
Ușurința cu care Apolodor înoată si faptul că se bucură de răcoarea adâncurilor, stârnesc admirația invidioasă a prietenilor săi care se resemnează însă cu datul sorții: "-- De, așa a fost sa fie!/ Eu sunt cangur, tu ești leu;/ Rezistăm foarte puțin/ Și ne-am îneca ușor".
Cadrul în care se petrec întâmplările se schimbă permanent, pentru că și acțiunea are o deosebită mobilitate în spațiu: la circ, pe gheața unui răcitor, pe plajă, în valurile mării etc. Unele dintre substantivele care conturează cadrul sunt însoțite de atribute ("scoicile tăcute", "navele pierdute", "apele adânci", "locul cel mai răcoros", "târgul Moșilor", "gheața unui răcitor"), fie că e vorba de lumea de sub ape, fie de cea de deasupra apelor.
Lumea animalelor înfățișată de Gellu Naum capătă trăsături ale universului uman. Apolodor, în varianta lui umană, este "grăsuț, atrăgător/ în fracul lui strălucitor", trăiește și se comportă asemenea oamenilor: la circ se simte bine, e "voios și zâmbitor", dar îl cuprinde dorul de frații lui și atunci devine trist și plânge, ca apoi veselia și zburdălnicia să-i revină când se aruncă în mare unde se simte în largul său.

## Aprecieri critice
- Carte - Selectia Formula As, Formula AS - anul 2003, numărul 570